# F-Zero Falcon Densetsu
F-Zero Falcon Densetsu (jap. F-ZERO ファルコン伝説, F-Zero Farukon Densetsu) ist eine Anime-Fernsehserie aus dem Jahr 2003. Die Adaption des Videospiels F-Zero ist in die Genres Abenteuer, Action und Science-Fiction einzuordnen. International wurde die Serie auch bekannt als F-Zero Falcon Legend oder F-Zero: The Legend of Falcon.

## Handlung
Im Jahr 2051 ist Ryū Suzaku ein Held: erfolgreicher Rennfahrer und Verbrecherjäger. Doch am Tag, an dem er seiner Freundin Haruka einen Heiratsantrag machen will, wird er in einen Unfall mit seinem kriminellen Widersacher Zoda verwickelt. Um ihm vor dem Tod zu retten, wird Ryū Suzaku in ein kryogenisches Koma versetzt. 150 Jahre später wird er von Jody Summer und Dr. Stewart wiederbelebt, um die Polizei erneut zu unterstützen.
Beim Gleiterrennen F-Zero auf galaktischen Highways will auch die Organisation Dark Million von Dark Shadow fahren – um mit dem Preisgeld ihre Pläne zur Eroberung des Universums voranzutreiben. Ryū Suzaku soll als Teil der Mobile Taskforce dies verhindern, indem er selbst die Rennen gewinnt. Bei seinen Abenteuern trifft er nach und nach andere Rennfahrerlegenden, wie Captain Falcon. Auch Zoda und Haruka wurden nach dem Unfall vor 150 Jahren eingefroren. Doch beide wurden von Dark Shadow wiederbelebt und kämpfen nun an seiner Seite.

## Produktion und Veröffentlichung
Die Serie entstand 2003 beim Studio Ashi Production unter der Regie von Ayumi Tomobuki. Hauptautor war Akiyoshi Sakai und das Charakterdesign entwarf Toyō Ashida. Die künstlerische Leitung lag bei Masatoshi Muto.
Die 51 je 23 Minuten langen Folgen wurden vom 7. Oktober 2003 bis 28. September 2004 von TV Tokyo erstmals ausgestrahlt. Fox Network zeigte eine englische Synchronfassung in den USA, Jetix strahlte eine italienische Fassung aus. Außerdem wurde der Anime ins Koreanische übersetzt.

### Synchronisation
| Rolle          | japanischer Sprecher (Seiyū) |
| -------------- | ---------------------------- |
| Ryū Suzaku     | Toshiyuki Morikawa           |
| Captain Falcon | Hideyuki Tanaka              |
| Zoda           | Shinpachi Tsuji              |
| Dark Shadow    | Norio Wakamoto               |
| Jody Summer    | Kikuko Inoue                 |
| Dr. Stewart    | Nobuo Tobita                 |

### Musik
Den Soundtrack der Serie komponierte Takayuki Negishi. Das Vorspannlied ist The Meaning of Truth von Hiro-X und für den Abspann verwendete man Resolution von Ai Maeda.

## Rezeption
Die Serie, so die Anime Encyclopedia, erinnere an Demolition Man und japanische Sentai-Serien. Die deutsche Zeitschrift Mangaszene fasst den Anime mit dem Wort „lahm“ zusammen: Die Handlung sei voller Logiklücken, die Charaktere und Charakterdesigns albern bis trashig und die CGI-Sequenzen lieblos umgesetzt. Falcon Densetsu hätte „letzten Endes bestenfalls den Unterhaltungswert einer Runde Kreisverkehr“.